# Friday Agumenewai
Friday Agumenewai – nigeryjski zapaśnik walczący w obu stylach. Wicemistrz igrzysk afrykańskich w 1991 i 1995. Czwarty na mistrzostwach Afryki w 1993 roku.